# Clive (Iowa)
Clive es una ciudad situada entre los condados de Polk y Dallas, en el estado de Iowa, Estados Unidos. Según el censo de 2010 tenía una población de 15.447 habitantes.

## Geografía
Según la Oficina del Censo de los Estados Unidos, la localidad tiene un área total de 19,96 km², de los cuales 19,65 km² corresponden a tierra firme y el restante 0,31 km² a agua, que representa el 1,55% de la superficie total de la localidad.

## Demografía
Según el censo de 2010, había 15447 personas residiendo en la localidad. La densidad de población era de 773,9 hab./km². Había 6077 viviendas con una densidad media de 304,46 viviendas/km². El 88,13% de los habitantes eran blancos, el 2,18% afroamericanos, el 0,17% amerindios, el 3,99% asiáticos, el 0,02% isleños del Pacífico, el 3,42% de otras razas, y el 2,09% pertenecía a dos o más razas. El 7,55% de la población eran hispanos o latinos de cualquier raza.